# Весна священная
«Весна́ свяще́нная» (фр. Le Sacre du printemps) — балет русского композитора Игоря Стравинского, премьера которого состоялась 29 мая 1913 года в Театре Елисейских Полей в Париже, в рамках Русских сезонов. 
Автор декораций, костюмов, либретто — Николай Рерих, хореограф — Вацлав Нижинский, импресарио — Сергей Дягилев.

## Название
Название «Весна священная» (лат. Ver Sacrum) имеет античное происхождение. У древних италиков, а затем и у римлян существовал религиозный обычай: в случае чрезвычайных бедствий, которые обрушивались на государство, давать обет богам (Марсу или Юпитеру) принести им в жертву всё, что родится ближайшей весной (с начала марта по конец апреля): приплод скота, а в глубокой древности, по свидетельству античных авторов, также и первенцев знатных семей. В более поздние времена вместо человеческих жертвоприношений молодёжь, достигшую 20 лет или 21 года, символически изгоняли: прикрыв лицо, выводили за границу города Рима. Этот обычай символизировал обновление жизни, избавление от бед и несчастий и надежду на благоприятное будущее. 
Праздник весны начинался 15 марта (так называемые Мартовские иды), в этот день заговорщиками был убит Гай Юлий Цезарь (отсюда поговорка: «Бойтесь мартовских ид», фраза «Ид марта берегись» (англ. Beware the ides of March) из пьесы Шекспира «Юлий Цезарь» (акт I, сцена 2) стала крылатой).

## История создания
В основу замысла «Весны священной» лёг сон Стравинского, в котором он увидел древний ритуал: молодая девушка в окружении старцев танцует до изнеможения, чтобы пробудить весну, и погибает. Работал над музыкой композитор одновременно с Рерихом, который создавал эскизы декораций и костюмов. По воспоминаниям Рериха, именно он был автором либретто:

Конлан негодует на Нижинскую, которая в своей книге наврала. Выходит по ней, что идея «Весны» принадлежит Нижинскому. По другому письму Конлана, Стравинский во сне получил идею «Весны». Для меня и места не остается. Между тем я получал гонорар не только как декоратор, но и как либреттист.
— Н. Рерих
Упоминаемый художником Барнетт Д. Конлан (Conlan, Barnett D., 1886—1973) — английский и французский писатель, искусствовед , автор книги Nicholas Roerich: a master of the mountains. — Liberty, Indiana, USA: Flamma, 1938.
Труд хореографа давался Нижинскому непросто. Будучи одарённым танцовщиком, он, занявшись постановкой балета, столкнулся с собственным неумением ясно выражать свои мысли и излагать коллегам-артистам своё (и дягилевское) видение того, что должно происходить на сцене. Поставить «Весну священную» стоило ему, равно как и Стравинскому с Дягилевым, немалого труда, что, впрочем, совершенно не оценила публика. Во время премьеры балета, которая состоялась 29 мая в Театре Елисейских Полей, зрители пришли в такое негодование от музыки Стравинского, что освистали балет и не обратили должного внимания на оригинальность и сложность хореографии на тему языческих обрядов. Балерина Ромола Пульски, будущая жена Нижинского, присутствовала на премьере и впоследствии описала происходившее:
Волнение и крики доходили до пароксизма. Люди свистели, поносили артистов и композитора, кричали, смеялись. <…> Я была оглушена этим адским шумом и, как только могла, скоро бросилась за кулисы. Там всё шло так же плохо, как в зале. Танцовщики дрожали, удерживали слезы. <…> Долгая месячная работа сочинения, бесконечные репетиции — и, наконец, этот кавардак.
Тем не менее «Весна священная» оставалась одним из любимых балетов Дягилева. По свидетельству Николая Рериха, он считал, что публика ещё оценит эту постановку, и говорил:
Вот это настоящая победа! Пускай себе свистят и беснуются! Внутренне они уже чувствуют ценность, и свистит только условная маска. Увидите следствия.
Рерих также писал:
Я помню, как во время первого представления публика свистела и кричала так, что ничего нельзя было услышать. Кто знает, может быть, в этот самый момент люди находились в состоянии внутренней экзальтации и выражали свои чувства, как самые примитивные из племён. Но я должен сказать, что этот дикий примитивизм не имел ничего общего с утонченным примитивизмом наших предков, для которых ритм, священный символ и утонченность жеста были великими и святыми понятиями.
В зимнем сезоне 1920 года Дягилев решил представить «Весну священную» в новой хореографии Леонида Мясина. Премьера состоялась 14 декабря в Париже. Стравинский объявил в прессе, что находит новую хореографию более удачной, чем постановку Нижинского. «Мясин не только ухватил с удивительной проницательностью характер произведения, но и изобрёл для „Весны священной“ новый танцевальный образ. …Мне сейчас кажется, что настало время отойти от полного соответствия танца восьмушкам, двойным восьмушкам, тактам и пр. Танец в нашей новой интерпретации метрически соответствует только целым периодам». В то же время режиссёр труппы Русский балет Дягилева в 1909—1929 гг. Сергей Григорьев и театральный критик, историк балета Андрей Левинсон полагали, что версия Мясина более абстрактна, а движения более механистические.

## Содержание
Сюжет как таковой в балете отсутствует. Содержание «Весны священной» композитор излагает следующим образом: «Светлое Воскресение природы, которая возрождается к новой жизни, воскрешение полное, стихийное воскрешение зачатия всемирного».
Рассвет. Племя собирается на праздник Священной весны. Начинаются веселье, пляски. Игры возбуждают всех. Действо умыкания жен сменяется хороводами. Далее начинаются молодеческие мужские игры, демонстрирующие силу и удаль. Появляются старцы во главе со Старейшим-Мудрейшим. Обряд поклонения земле с ритуальным поцелуем земли Старейшим-Мудрейшим завершается яростным «Выплясыванием земли».
Глухой ночью девушки избирают великую жертву. Одна из них, Избранная, представ перед богом, сделается заступницей племени. Старцы начинают священный обряд.

## Структура балета
Часть I. Поцелуй земли
- Вступление
- Весенние гадания. Пляски щеголих (Les augures printaniers. Danses des adolescentes)
- Игра умыкания (Jeu du rapt)
- Вешние хороводы (Rondes printanières)
- Игра двух городов (Jeu des cités rivales)
- Шествие Старейшего-Мудрейшего (Cortège du sage)
- Поцелуй земли (Старейший-Мудрейший) (Le sage)
- Выплясывание земли (Danse de la terre)

Часть II. Великая жертва
- Вступление
- Тайные игры девушек. Хождение по кругам (Cercles mystérieux des adolescentes)
- Величание избранной (Glorification de l'Élue)
- Взывание к праотцам (Évocation des ancêtres)
- Действо старцев — человечьих праотцов (Action rituelle des ancêtres)
- Великая священная пляска (Избранница) (Danse sacrale (l'Élue))

## Факты
- Композитор Игорь Стравинский долгое время жил в Швейцарии в окрестностях города Монтрё[11], где и написал «Весну священную». Впоследствии в честь этого произведения получила название одна из улиц в Кларане: Rue du Sacre du Printemps (улица Священной Весны).
- Журнал венского Сецессиона назывался «Ver Sacrum» — по латыни «весна священная»[12][13].
- «Весна священная» явилась одним из 27 музыкальных произведений, записанных на золотой пластинке «Вояджера» — первой фонограмме, отправленной за пределы Солнечной системы для внеземных цивилизаций.
- Первое скандальное представление балета 29 мая 1913 года было реконструировано в художественном фильме «Коко Шанель и Игорь Стравинский», снятом в 2009 году Яном Куненом по роману Криса Гринхала «Коко и Игорь» (2002).
- Спустя век со дня премьеры «Весны священной» в Театре Елисейских Полей — 29 мая 2013 года — состоялся гала-концерт, посвящённый тройному юбилею: 100 лет балету Нижинского, музыке Стравинского и Театру Елисейких Полей, где в 1913 году «Весна Священная» была скандально освистана. На сцене выступали труппа и оркестр Мариинского театра под музыкальным руководством Валерия Гергиева. Хореограф Саша Вальц в постановке балета скомбинировала оригинальную версию Нижинского и свою новую интерпретацию.
- По мотивам балета под музыку Стравинского снят один из сегментов «Фантазии» Диснея.